# Мухари, Эстер
Эстер Мухари (венг. Muhari Eszter, род. 30 сентября 2002 года, Будапешт, Венгрия) — венгерская фехтовальщица-шпажистка, бронзовый призёр летних Олимпийских игр 2024 года, серебряный призёр Европейских игр, серебряный призёр чемпионата Европы 2024 года.

## Биография
Живёт в Будапеште.
В 2023 году на Европейских играх в Кракове стала серебряным призёром в командных соревнованиях шпажисток. 
В 2024 году на чемпионате Европы в Базеле стала вице-чемпионкой командного турнира шпажисток.
В июле 2024 года на летних Олимпийских играх в Париже, в индивидуальных соревнованиях завоевала бронзовую медаль. В поединке за третье место победила соперницу из Эстонии Нэлли Дифферт.  